# Baiba Bendika
Baiba Bendika (Cēsis, 27 giugno 1991) è una biatleta ed ex fondista lettone.

## Biografia

### Stagioni 2009-2018
Baiba Bendika, attiva nel biathlon dalla stagione 2008-2009, in Coppa del Mondo ha esordito a Östersund il 3 dicembre 2011 in sprint (92ª) e ai Campionati mondiali a Ruhpolding 2012 (99ª nell'individuale, 95ª nella sprint, 26ª nella staffetta e 23ª nella staffetta mista). Ai Mondiali di Nové Město na Moravě 2013 si è piazzata 98ª nell'individuale, 91ª nella sprint e 23ª nella staffetta mista. 
Nella rassegna iridata di Nové Město na Moravě 2015 è stata 92ª nell'individuale e 82ª nella sprint; nella successiva stagione successiva ha raggiunto per la prima volta un piazzamento nelle prime dieci posizioni in Coppa del Mondo, il 5 febbraio 2016 a Canmore in sprint (5ª), e ai Mondiali di Oslo 2016 si è classificata 65ª nell'individuale, 78ª nella sprint e 25ª nella staffetta mista. L'anno dopo ai Mondiali di Hochfilzen 2017 si è posizionata 65ª nell'individuale, 50ª nella sprint, 27ª nell'inseguimento e 25ª nella staffetta mista. Ha debuttato ai Giochi olimpici invernali a Pyeongchang 2018, dove è giunta 39ª nell'individuale, 39ª nella sprint e 33ª nell'inseguimento.

### Stagioni 2019-2022
Ai Mondiali di Östersund 2019 si è piazzata 52ª nell'individuale, 17ª nella sprint, 23ª nell'inseguimento, 27ª nella partenza in linea, 23ª nella staffetta mista e 10ª nella staffetta mista individuale e a quelli di Anterselva 2020 è stata 25ª nell'individuale, 12ª nella sprint, 9ª nell'inseguimento, 18ª nella partenza in linea, 23ª nella staffetta, 21ª nella staffetta mista e 17ª nella staffetta mista individuale; nel 2021 ha partecipato sia ai Mondiali di biathlon di Pokljuka, dove si è classificata 52ª nell'individuale, 26ª nella sprint, 18ª nell'inseguimento, 9ª nella partenza in linea, 22ª nella staffetta, 23ª nella staffetta mista e 14ª nella staffetta mista individuale, sia ai Mondiali di sci nordico di Oberstdorf, dove ha gareggiato nello sci di fondo (specialità nella quale aveva fino ad allora disputato saltuariamente gare minori) e si piazzata 35ª nella 10 km.
Ai XXIV Giochi olimpici invernali di Pechino 2022 ha gareggiato sia nel biathlon, posizionandosi 58ª nell'individuale, 50ª nella sprint e 48ª nell'inseguimento, sia nello sci di fondo, piazzandosi 31ª nella 30 km e 17ª nella staffetta: le gare olimpiche sono state le ultime disputate dalla Bendika nello sci di fondo, specialità nella quale non ha mai esordito in Coppa del Mondo.

### Stagioni 2023-2025
Tornata a dedicarsi esclusivamente al biathlon, ai Mondiali di Oberhof 2023 si è classificata 44ª nell'individuale, 62ª nella sprint, 25ª nella staffetta mista e 19ª nella staffetta mista individuale; il 5 marzo dello stesso anno ha ottenuto il primo podio in Coppa del Mondo, a Nové Město na Moravě in staffetta mista individuale (3ª).
Ai Mondiali di Nové Město na Moravě 2024 si è piazzata 67ª nell'individuale, 5ª nella sprint, 11ª nell'inseguimento, 23ª nella partenza in linea, 15ª nella staffetta, 19ª nella staffetta mista e 8ª nella staffetta mista individuale e a quelli di Lenzerheide 2025 25ª nell'individuale, 55ª nella sprint, 41ª nell'inseguimento, 16ª nella staffetta, 22ª nella staffetta mista e 9ª nella staffetta mista individuale.

## Palmarès

### Biathlon

#### Europei
- 3 medaglie:
  - 2 ori (sprint a Duszniki-Zdrój 2021, inseguimento a Val Martello 2025)
  - 1 bronzo (sprint a Val Martello 2025)

#### Coppa del Mondo
- Miglior piazzamento in classifica generale: 32ª nel 2020
- 1 podio (a squadre):
  - 1 terzo posto

### Sci di fondo

#### Campionati lettoni
- 1 medaglia:
  - 1 argento (10 km TL nel 2018)